# Renanthera annamensis
Renanthera annamensis är en orkidéart som beskrevs av Robert Allen Rolfe. Renanthera annamensis ingår i släktet Renanthera och familjen orkidéer. Inga underarter finns listade i Catalogue of Life.